# Gertrude Stein
Gertrude Stein, född 3 februari 1874 i Allegheny (från 1907 en del av Pittsburgh) i Pennsylvania, död 27 juli 1946 i Neuilly-sur-Seine i Frankrike, var en amerikansk kulturpersonlighet, samlare av modernistisk konst samt en modernistisk och experimentell författare av både romaner, poesi och drama.

## Biografi
Steins författarskap avvek från 1800-talets narrativa, linjära och tidsmässiga konventioner inom litteraturen. 1903 flyttade Stein tillsammans med sina bröder Michael och Leo till Paris, där hennes hem under närmare fyrtio år skulle komma att bli den kända samlingspunkten varje lördagskväll för expatrierade amerikanska konstnärer och författare och andra framstående inom avantgardelitteraturen och konsten. Att godkännas i Steins salong sågs som en eftersträvansvärd validering, vilket även visade Steins status som en talang värd att inkludera i en sällsynt grupp av talangfulla konstnärer. Hon blev både mentor, kritiker och guru åt dem som rörde sig kring henne. Stein, som såg sig själv som ett ”geni”, beskrevs som en imponerande person med ett ledarsätt vars överdrivna självförtroende avskräckte. Inom gruppen kallades hon ”Le Stein” eller ”närvaron”.
Stein var en av Paris mest berömda personer i de konstnärliga salongerna, och hon umgicks i samma kretsar som bland andra Pablo Picasso, Henri Matisse, och Ernest Hemingway. Förmodligen var hon en av de första som var öppet lesbisk i modern tid; hennes livskamrat Alice B. Toklas var även ämnet för den enda bok som spreds utanför den egna kretsen. Hon myntade uttrycket den förlorade generationen. Hon är begravd på Père-Lachaise-kyrkogården i Paris. Alice B. Toklas, som överlevde sin livskamrat med över 20 år, finns i samma grav, men hennes ingravering finns på baksidan av gravstenen.
Hennes bästsäljande memoarer från 1933, Alice B. Toklas självbiografi, fick henne att stiga från en relativt obskyr kultfigur till mainstreamlitteraturens centrum. Mot slutet av sitt liv klargjorde Stein att ”jag alltid ville bli historisk nästan från när jag var en bebis, det var så jag kände kring det hela...”.
| ”    | Gertrude Stein hade ett fast handslag och ett rungande skratt som beskrivits som ”en biffstek”. Det hände inte sällan att denna resliga kvinna förväxlades med en biskop, eller en kardinal. Pimpinett var Gertrude Stein inte, även om hon bar sidenfodrade kjolar av tweed, med djupa fickor som hon lät sy upp hos den franske modeskaparen Pierre Balmain. | „ |
| – SR | |   |

## Utmärkelser
Nedslagskratern Stein på planeten Venus är uppkallad efter henne.

## Galleri

Gertrude Stein cirka 1905 i sitt hem på 27 rue de Fleurus i Paris, på väggen ett porträtt av henne målat av Pablo Picasso.
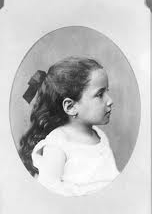
Gertrude Stein, 3 år gammal 1877.
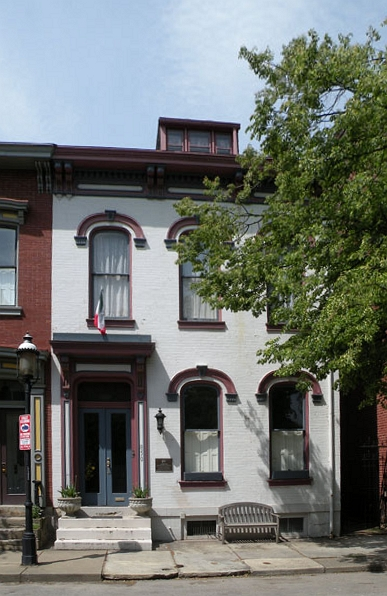
Gertrude Steins barndomshem i Pittsburgh.
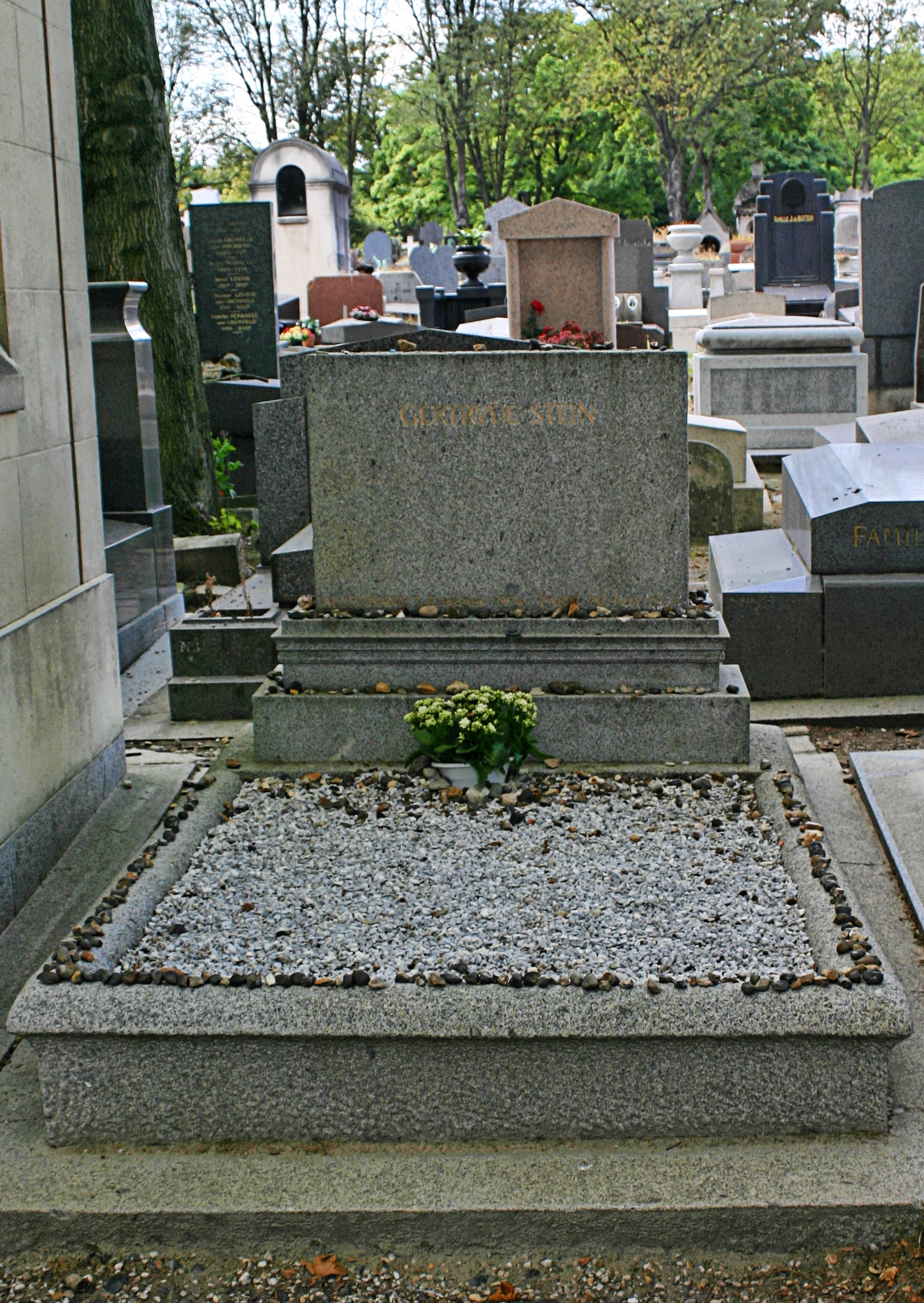
Gertrude Steins grav, Alice B. Toklas ligger bredvid, hennes namn är graverat på stenens baksida.
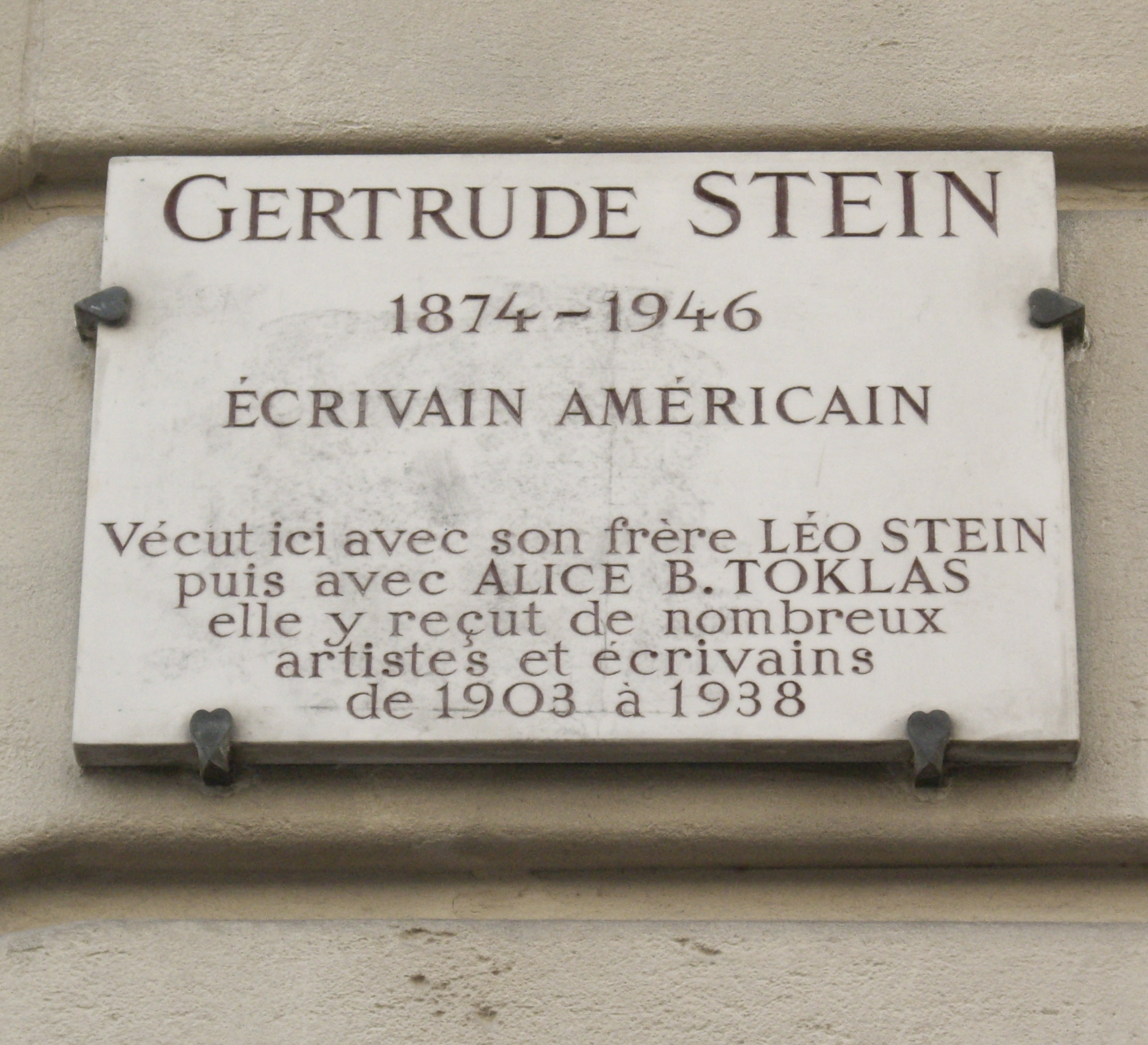
Minnesplatta på rue de Fleurus i Paris.